# Özalp
Özalp là một huyện thuộc tỉnh Van, Thổ Nhĩ Kỳ. Huyện có diện tích 1558 km² và dân số thời điểm năm 2007 là 72343 người, mật độ 46 người/km².